# Коппок (Айова)
Коппок (англ. Coppock) — місто (англ. city) в США, в округах Генрі, Вашингтон і Джефферсон штату Айова. Населення — 36 осіб (2020).

## Географія
Коппок розташований за координатами 41°9′51″ пн. ш. 91°42′53″ зх. д. / 41.16417° пн. ш. 91.71472° зх. д. (41.164238, -91.714813).  За даними Бюро перепису населення США в 2010 році місто мало площу 0,63 км², з яких 0,60 км² — суходіл та 0,03 км² — водойми.

## Демографія
Згідно з переписом 2010 року, у місті мешкало 47 осіб у 17 домогосподарствах у складі 14 родин. Густота населення становила 74 особи/км².  Було 19 помешкань (30/км²).
Расовий склад населення:
| - 93,6 % — білих |

До двох чи більше рас належало 6,4 %. Частка іспаномовних становила 0,0 % від усіх жителів.
За віковим діапазоном населення розподілялося таким чином: 17,0 % — особи молодші 18 років, 66,0 % — особи у віці 18—64 років, 17,0 % — особи у віці 65 років та старші. Медіана віку мешканця становила 39,5 року. На 100 осіб жіночої статі у місті припадало 95,8 чоловіків;  на 100 жінок у віці від 18 років та старших — 85,7 чоловіків також старших 18 років.
Середній дохід на одне домашнє господарство  становив 56 103 долари США (медіана — 29 531), а середній дохід на одну сім'ю — 73 842 долари (медіана — 41 875). 
Цивільне працевлаштоване населення становило 36 осіб. Основні галузі зайнятості: освіта, охорона здоров'я та соціальна допомога — 38,9 %, виробництво — 25,0 %, сільське господарство, лісництво, риболовля — 13,9 %, роздрібна торгівля — 8,3 %.